# Cambridgeská pětka
Cambridgeská pětka (anglicky: Cambridge Five) byla skupina špionů ve Spojeném království, která předávala informace Sovětskému svazu během druhé světové války i během následné studené války. Byla aktivní od 30. let 20. století nejméně do začátku 50. let. Žádný ze známých členů nebyl nikdy stíhán za špionáž. Členové skupiny byli odhalováni postupně, od 50. let 20. století. 
Široká veřejnost se o spiknutí poprvé dozvěděla v roce 1951 po náhlém útěku Donalda Macleana (1913–1983, krycí jméno Homer) a Guye Burgesse (1911–1963, krycí jméno Hicks) do Sovětského svazu. Podezření okamžitě padlo i na Kima Philbyho (1912–1988, krycí jména Sonny a Stanley), který nakonec v roce 1963 rovněž uprchl do Sovětského svazu. Po Philbyho letu získala britská rozvědka přiznání Anthonyho Blunta (1907–1983, krycí jméno Johnson) a poté Johna Cairncrosse (1913–1995, krycí jméno Liszt), kteří jsou považováni za poslední dva členy skupiny. Jejich odhalení bylo drženo v tajnosti po mnoho let: do roku 1979 v případě Blunta a do roku 1990 u Cairncrosse. 
Členové skupiny byli rekrutováni NKVD během svého studia na univerzitě v Cambridgi ve třicátých letech. Blunt tvrdil, že nebyli naverbováni jako agenti, dokud nedokončili školu. Blunt byl náborářem skupiny. 
Pětice byla přesvědčena, že marxismus-leninismus sovětského komunismu je nejlepším dostupným politickým systémem a nejlepší obranou proti fašismu. Všichni pokračovali v úspěšné kariéře ve službách britské vlády. Předávali Sovětům velké množství zpravodajských informací, a to do té míry, že KGB začala mít podezření, že přinejmenším některé z nich jsou falešné. Silný byl rovněž demoralizující účinek pomalého odhalování špionážního centra a nedůvěry v britskou bezpečnost, kterou to způsobilo v britském veřejném mínění a ve zpravodajských kruzích Spojených států.